# Giovanni Pesaro
Giovanni Pesaro, död 1659, var en venetiansk doge. Han var regerande doge av Venedig 1658–1659. 